# Murray Hamilton
Murray Hamilton (* 24. März 1923 in Washington, North Carolina; † 1. September 1986 ebenda) war ein US-amerikanischer Schauspieler, der vor allem durch Rollen in den Filmklassikern Haie der Großstadt, Die Reifeprüfung und Der weiße Hai bekannt wurde.

## Leben und Karriere
Hamilton wurde 1923 im Beaufort County in North Carolina geboren. Bereits in frühester Jugend zeigte er Interesse an der Schauspielkunst. Nachdem er aufgrund schlechter Hörleistungen nicht zum Kriegsdienst eingezogen wurde, zog er im Alter von 19 Jahren nach New York City, um eine Karriere als Schauspieler zu beginnen. In den 1950er und 1960er Jahren übernahm er überwiegend Rollen in Fernsehserien und spielte am Broadway, wobei er wiederholt mit Henry Fonda auf der Bühne stand. Für seine Rolle im Stück Absence of a Cello wurde er 1965 für den Tony Award als Bester Nebendarsteller nominiert, unterlag jedoch Jack Albertson.
Ende der 1950er Jahre folgten auch erste größere Nebenrollen in Filmproduktionen, wobei er insbesondere ruppig oder zynisch wirkende Figuren verkörperte. Er spielte in mehreren Erfolgsfilmen, so als Barkeeper in Anatomie eines Mordes (1959) mit James Stewart sowie als wohlhabender Billardspieler in Haie der Großstadt (1961) an der Seite von Paul Newman. In Die Reifeprüfung (1967) von Mike Nichols war er als Anne Bancrofts betrogener Ehemann Mr. Robinson zu sehen. Seine wahrscheinlich bekannteste Rolle ist die des Bürgermeisters von Amity Island, Larry Vaughn, in Steven Spielbergs Thriller Der weiße Hai, der die Gefahr, die von dem riesigen Hai ausgeht, herunterspielt, um das Image von Amity als beliebtem Badeort nicht zu gefährden. Hamilton trat auch in der weniger erfolgreichen Fortsetzung Der weiße Hai 2 auf und sollte seine Rolle auch im vierten und letzten Teil der Serie Der weiße Hai – Die Abrechnung übernehmen, verstarb aber vor Beginn der Dreharbeiten.
Eine seiner letzten Rollen war die des Big Daddy Hollingsworth in der Sitcom Golden Girls. Hamilton starb 1986 im Alter von 63 Jahren an den Folgen einer Lungenkrebserkrankung und ist im Oakdale Cemetery seiner Heimatstadt Washington, North Carolina, beigesetzt. Er war von 1953 bis zu seinem Tod mit Terri DeMarco verheiratet, das Paar hatte einen gemeinsamen Sohn namens David.

## Filmographie (Auswahl)
- 1944: Song of the Open Road
- 1951: Sieg über das Dunkel (Bright Victory)
- 1956: Einst kommt die Stunde (Toward the Unknown)
- 1956: Playboy – Marsch, marsch! (The Girl He Left Behind)
- 1957: Lindbergh – Mein Flug über den Ozean (The Spirit of St. Louis)
- 1957: Ein Herzschlag bis zur Ewigkeit (Jeanne Eagels)
- 1958: Blindgänger der Kompanie (No Time for Sergeants)
- 1958: Hausboot (Houseboat)
- 1958: Von Panzern überrollt (Darby’s Rangers)
- 1959: Kein Fall für FBI (The Detectives, Fernsehserie, 1 Folge)
- 1959: Anatomie eines Mordes (Anatomy of a Murder)
- 1959: Geheimagent des FBI (The FBI Story)
- 1959: Twilight Zone (The Twilight Zone, Fernsehserie, 1 Folge)
- 1960: Je länger, je lieber (Tall Story)
- 1961: Haie der Großstadt (The Hustler)
- 1962–1965: Preston & Preston (The Defenders, Fernsehserie, 6 Folgen)
- 1963: Der Kardinal (The Cardinal)
- 1963: Papa’s Delicate Condition
- 1965/66: Auf der Flucht (The Fugitive, Fernsehserie, 2 Folgen)
- 1966: Mord aus zweiter Hand (An American Dream)
- 1966: Der Mann, der zweimal lebte (Seconds)
- 1966: Der Mann, den es nicht gibt (The Man Who Never Was, Fernsehserie, 3 Folgen)
- 1967: Die Reifeprüfung (The Graduate)
- 1968: Bizarre Morde (No Way to Treat a Lady)
- 1968: Der Frauenmörder von Boston (The Boston Strangler)
- 1969: So reisen und so lieben wir (If It’s Tuesday, This Must Be Belgium)
- 1973: So wie wir waren (The Way We Were)
- 1973: Barnaby Jones (Fernsehserie, 1 Folge)
- 1975: Der weiße Hai (Jaws)
- 1975: Unter Wasser stirbt man nicht (The Drowning Pool)
- 1977: Straße der Verdammnis (Damnation Alley)
- 1978: Der Champion (Casey’s Shadow)
- 1978: Der weiße Hai 2 (Jaws 2)
- 1979: Amityville Horror (The Amityville Horror)
- 1979: 1941 – Wo bitte geht’s nach Hollywood (1941)
- 1980: Brubaker
- 1982: Labyrinth der Monster (Mazes and Monsters)
- 1983: Ein Sprung in der Schüssel (Hysterical)
- 1983: Summer Girl – Wenn Leidenschaft zum Albtraum wird (Summer Girl)
- 1984: Mord ist ihr Hobby (Murder, She Wrote, Fernsehserie, 1 Folge)
- 1985: Der nackte Wahnsinn (Too Scared to Scream)
- 1986: Die Bombe fliegt (Whoops Apocalypse)
- 1986: Golden Girls (The Golden Girls, Fernsehserie, 1 Folge)